# 特丽莎·法伦
特丽莎·法伦（英語：Trisha Fallon，1972年7月23日—），澳大利亚女子篮球运动员。她曾代表澳大利亚国家队参加1996年、2000年和2004年夏季奥林匹克运动会篮球比赛，获得二枚银牌和一枚铜牌。